# 감사연구원
감사연구원(監査硏究院, Audit and Inspection Research Institute)은 감사대상 기관의 주요 정책·사업·기관운영 등의 회계검사, 성과감사 및 직무감찰과 관련된 감사제도 및 방법 등을 연구하고 개발에 관한 사무를 관장하는 대한민국 감사원의 소속기관이다. 2008년 2월 29일 발족하였으며, 서울특별시 종로구 북촌로 112에 위치하고 있다. 원장은 고위감사공무원단에 속하는 일반직 또는 임기제공무원으로 보한다.

## 직무
- 감사대상기관의 주요 정책·사업·기관운영 등의 회계검사, 성과감사 및 직무감찰과 관련된 감사제도 및 방법 등의 연구·개발
- 각종 감사제도와 방법에 관한 조사·연구

## 연혁
- 2005년 5월 26일: 감사원 소속으로 평가연구원 설치.[4]
- 2005년 7월 20일: 초대 원장 송대희 임명.
- 2006년 3월 30일: 평가포럼 창립총회 개최.
- 2006년 6월 28일: 평가전문저널 《평가리뷰》 창간.
- 2008년 2월 29일: 감사연구원으로 개편.[5]
- 2009년 1월 5일: 제2대 원장 김용우 임명.
- 2010년 7월 26일: 제3대 원장 염차배 임명.
- 2011년 12월 16일: 제4대 원장 문호승 임명.
- 2014년 4월 4일: 제5대 원장 심호 임명.
- 2016년 1월 18일: 제6대 원장 이병률 임명.
- 2017년 9월 8일: 제7대 원장 최기정 임명.
- 2018년 7월 26일: 제8대 원장 박희정 임명.
- 2020년 5월 11일: 제9대 원장 마광열 임명.
- 2022년 1월 10일: 제10대 원장 유병호 임명.
- 2022년 8월 1일: 제11대 원장 이영웅 임명.
- 2023년 8월 1일: 제12대 원장 박재용 임명.

## 조직

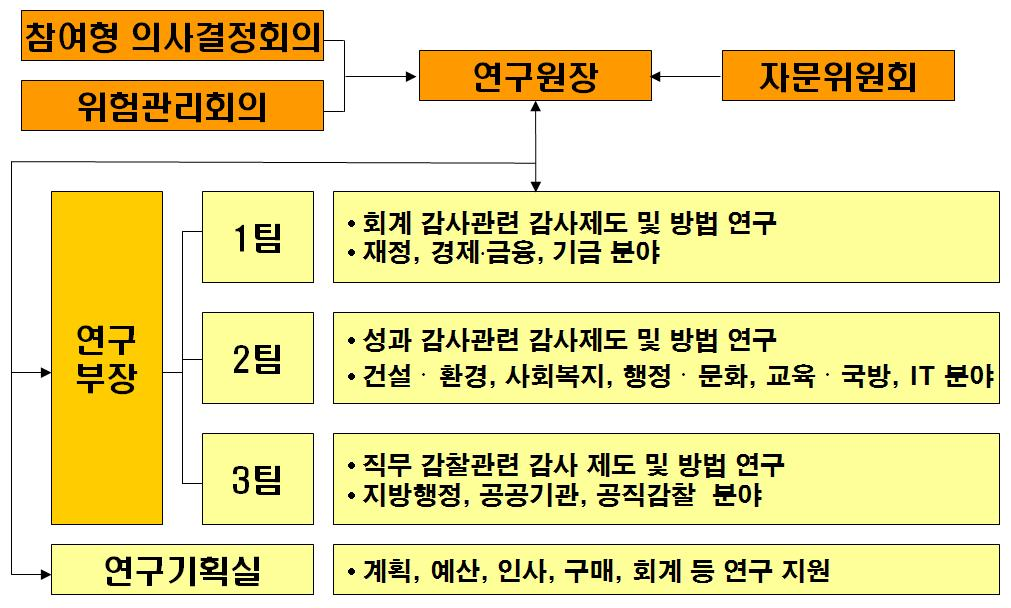
조직도

### 원장
- 연구기획실[6]

연구부
- 연구제1팀[6]
- 연구제2팀[6]
- 연구제3팀[6]